# Vyšehoří

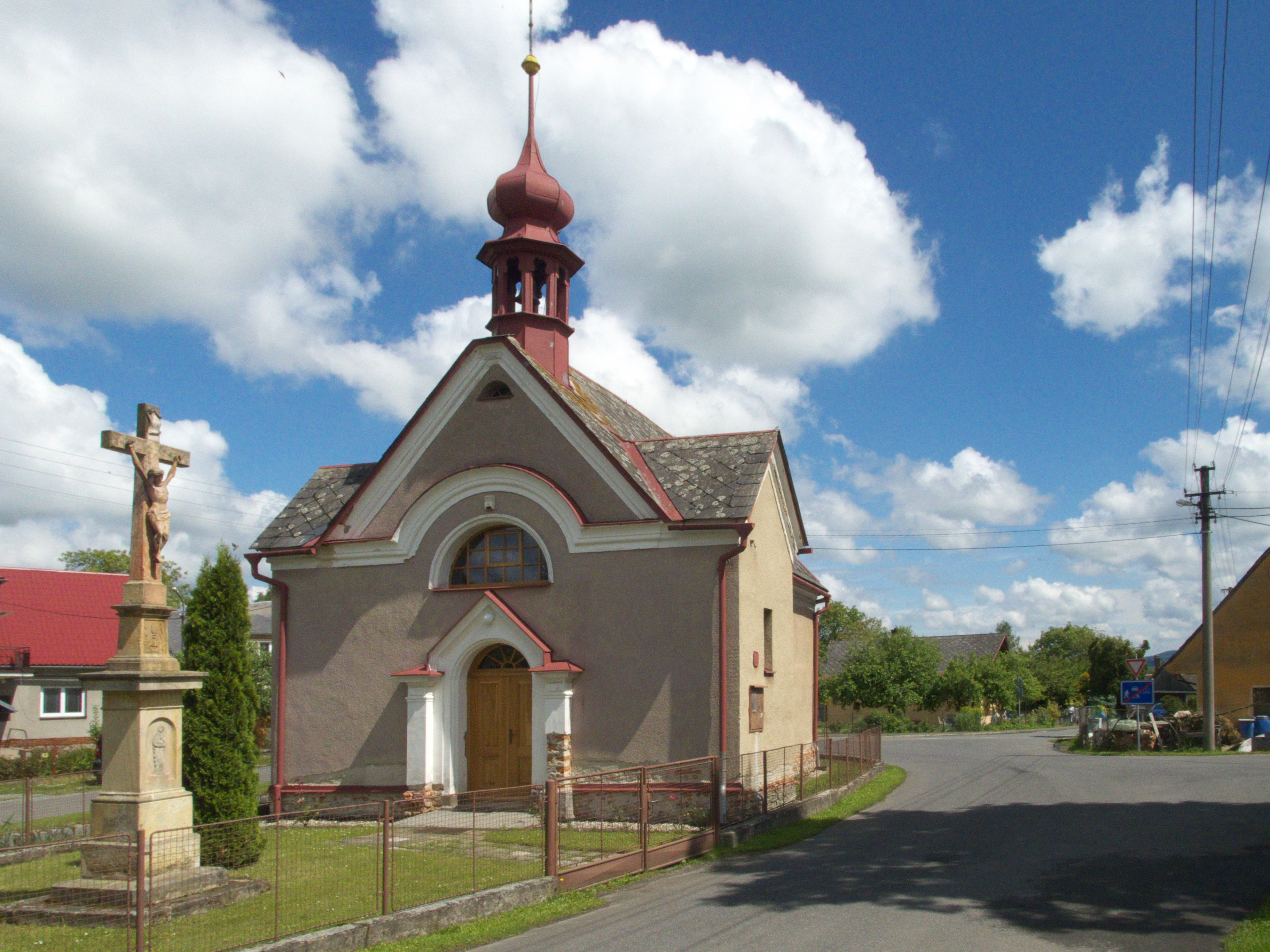
Nepomukskapelle

Vyšehoří (deutsch Wyschehor, 1940–1945 Hochberg) ist eine Gemeinde in Tschechien. Sie liegt sechs Kilometer nördlich von Zábřeh und gehört dem Okres Šumperk an.

## Geographie
Vyšehoří befindet sich am Abfall der Drozdovská vrchovina (Drosenauer Bergland) zur Müglitzer Furche (Mohelnická brázda) im Tal des Baches Postřelmovský potok. Im Osten verläuft der Graben Hraniční strouha. Nördlich führt die Staatsstraße I/11 von Bludov nach Červená Voda vorbei. Vyšehoří liegt am Rande des Naturparks Březná. Westlich erheben sich die Homole (516 m) und der Háječek (603 m).
Nachbarorte sind Klášterec und Bohutín im Norden, Chromeč im Osten, Postřelmov im Südosten, Postřelmůvek im Süden, Svébohov im Südwesten, Jedlí im Westen sowie Zborov und Na Horách im Nordwesten.

## Geschichte
Die erste schriftliche Erwähnung von Vyšehor erfolgte im Jahre 1397
als Markgraf Jobst von Mähren den Ort zusammen mit Zábřeh an seinen Schwager Peter von Krawarn auf Plumlov als Lehn zuschrieb. Zuvor war das Dorf Teil der Herrschaft Ruda nad Moravou, die 1392 nach dem Tode Stephan von Sternbergs an die Krone heimgefallen war. 1447 erwarb Johann Tunkl von Brníčko Vyšehor von den Herren von Krawarn. 1516 bestand das Dorf aus neun Anwesen. 1585 sind für Vyšehor fünf Bauern, zwei Gärtner und drei Beisassen ausgewiesen. Während des Dreißigjährigen Krieges verödete das Dorf und 1677 lebten 13 Personen in Vyšehor. 1771 waren es wieder 109 Menschen. 1793 lebten in den 35 Häuser 193 Personen. Bis 1834 wuchs die Zahl der Wohnhäuser auf 40 und die der Einwohner auf 273 an. Vyšehor blieb bis zur Mitte des 19. Jahrhunderts immer der Herrschaft Zábřeh untertänig. Seine Bewohner waren ausschließlich Tschechen.
Nach der Aufhebung der Patrimonialherrschaften bildete Vyšehor / Wischehorsch ab 1850 eine politische Gemeinde im Bezirk Hohenstadt. Pfarrort war immer Klášterec. 1885 erhielt Vyšehor eine eigene Schule, zuvor fand der Unterricht ebenfalls in Klášterec statt. 1890 hatte das Dorf 304 Einwohner. Seit Beginn des 20. Jahrhunderts fanden die Schreibweisen Vyšehoří und Wyschehor Verwendung. 1930 lebten in dem Ort 311 Menschen.
Nach dem Münchner Abkommen wurde das tschechische Dorf 1938 dem Deutschen Reich zugeschlagen und gehörte bis 1945 zum Landkreis Hohenstadt. 1939 hatte Wyschehor 331 Einwohner und im Jahre darauf der slawisch klingende Name Wyschehor in Hochberg germanisiert. Nach dem Ende des Zweiten Weltkrieges kam Vyšehoří zur Tschechoslowakei zurück. Einige Familien verließen den Ort und siedelten in die Grenzgebiete.
1950 lebten in der Gemeinde 241 Menschen. Nach der Auflösung des Okres Zábřeh kam Vyšehoří mit Beginn des Jahres 1961 zum Okres Šumperk. Zwischen 1976 und 1991 war der Ort nach Bludov eingemeindet. 1991 lebten in Vyšehoří 169 Menschen, der Ort bestand aus 52 Wohnhäusern. 1992 entstand die Gemeinde Vyšehoří wieder, seit 2003 führt sie ein Wappen und Banner.

## Gemeindegliederung
Für Gemeinde Vyšehoří sind keine Ortsteile ausgewiesen.

## Sehenswürdigkeiten
- barocke Kapelle des hl. Johannes von Nepomuk, aus der zweiten Hälfte des 18. Jahrhunderts
- Hraniční strouha, der Graben war Teil des ab 1489 unter Johann d. Ä. Tunkl entlang der March angelegten Teichsystems